# Бамівська

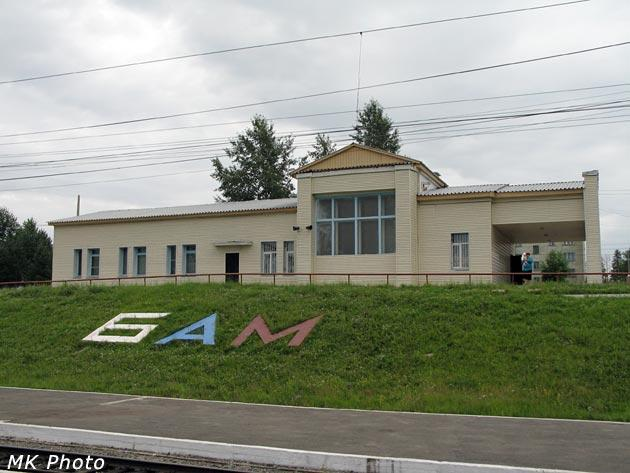
Вокзал

54°07′10″ пн. ш. 123°41′54″ сх. д. / 54.119444444444° пн. ш. 123.69833333333° сх. д.
Бамівська (рос. Бамовская) — вузлова залізнична станція Свободненського регіону Забайкальської залізниці Росії, транзитний пункт на Транссибірській магістралі.
Від станції відходять лінії:
- на Тинду (відгалуження до БАМу; 180 км);
- на Куенгу (Трассибірська магістраль; 749 км)
- на Бєлогорськ (Трассибірська магістраль; 592 км).